# Bandeira de Gadsden
A bandeira de Gadsden é uma bandeira histórica americana com um campo amarelo representando uma cascavel enrolada e pronta para atacar. Abaixo da cascavel estão as palavras Dont Tread on Me (em português:  Não Pise em Mim).
A bandeira recebeu o nome de Christopher Gadsden, um delegado da Carolina do Sul no Congresso Continental e general de brigada do Exército Continental, que projetou a bandeira em 1775 durante a Revolução Americana. Ele deu a bandeira ao Comodoro Esek Hopkins, e ela foi desenrolada no mastro principal do navio-almirante de Hopkins, o USS Alfred, em 20 de dezembro de 1775. Dois dias depois, o Congresso nomeou Hopkins comandante-chefe da Marinha Continental. Ele adotou a bandeira de Gadsden como sua bandeira pessoal, hasteando-a no mastro principal do carro-chefe enquanto estava a bordo. Os fuzileiros navais continentais também hastearam a bandeira durante o início da guerra.
A cascavel era um símbolo da unidade das Treze Colônias no início da Guerra Revolucionária, e tinha uma longa história como símbolo político na América. Benjamin Franklin a usou para sua xilogravura Join, or Die em 1754. Gadsden pretendia que sua bandeira servisse como um símbolo físico dos ideais da Revolução Americana.
A bandeira foi descrita como o "símbolo mais popular da Revolução Americana". Seu design proclama um aviso assertivo de vigilância e disposição para agir em defesa contra a coerção. Isso a levou a ser associada às ideias de individualismo e liberdade. É frequentemente usada nos Estados Unidos como um símbolo do libertarianismo de direita, liberalismo clássico e Estado mínimo, bem como para desconfiança ou desafio contra autoridades e governo. É ocasionalmente cooptada pela alt-right e extrema-direita.

## História

### Simbolismo de cobra

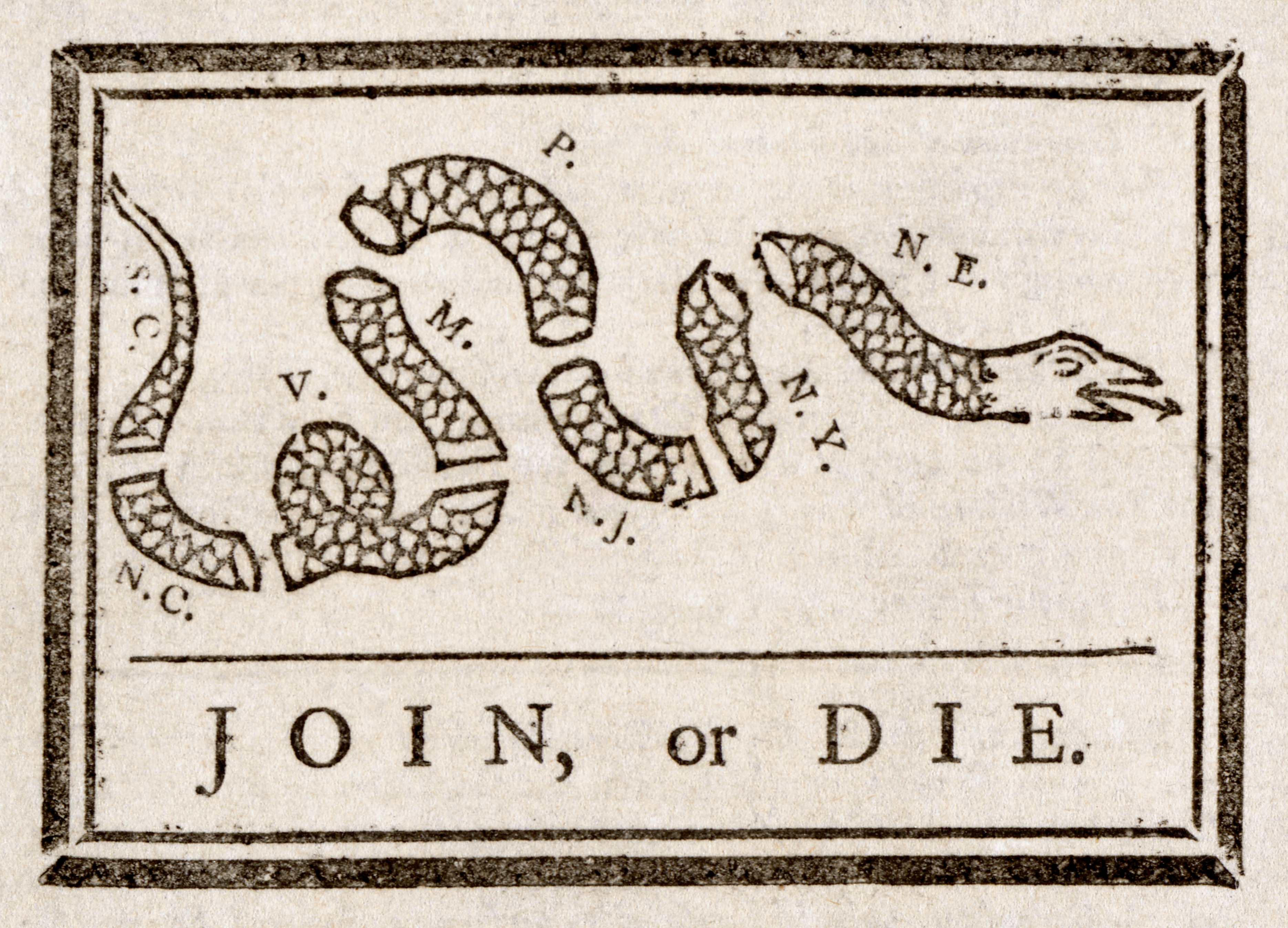
Join, or Die, desenho de Benjamin Franklin

A cascavel de madeira pode ser encontrada na área das Treze Colônias originais. Seu uso como um símbolo das colônias americanas pode ser rastreado até as publicações de Benjamin Franklin. Em 1751, ele fez a primeira referência à cascavel em um comentário satírico publicado em seu Pennsylvania Gazette. Fora a política da Grã-Bretanha enviar criminosos condenados para as Américas, então Franklin sugeriu que eles agradecessem aos britânicos enviando cascavéis para a Grã-Bretanha.
Em 1754, durante a Guerra Franco-Indígena, Franklin publicou sua famosa xilogravura de uma cobra dividida em oito partes. Representava as colônias, com a Nova Inglaterra unida como a cabeça e a Carolina do Sul como a cauda, seguindo sua ordem ao longo da costa. Sob a serpente estava a mensagem "Join, or Die". Esta foi a primeira Charge política publicada em um jornal americano.
À medida que as colônias americanas se identificavam mais com suas próprias comunidades e com o conceito de liberdade, e não como vassalos do império britânico, os ícones exclusivos das Américas tornaram-se cada vez mais populares. A cascavel, como a águia-careca e o índio americano, passou a simbolizar os ideais e a sociedade americanos.
Como a Revolução Americana cresceu, a cobra começou a ter mais uso como um símbolo das colônias. Em 1774, Paul Revere adicionou o desenho icônico de Franklin à placa de identificação do jornal de Isaías Thomas, o Massachusetts Spy, retratado lá como combatendo um Grifo britânico. Em dezembro de 1775, Benjamin Franklin publicou um ensaio no Pennsylvania Journal sob o pseudônimo American Guesser, no qual ele sugeriu que a cascavel era um bom símbolo para o espírito americano.

Lembrei-me de que seus olhos se destacavam em brilho, de qualquer outro animal, e que ela não tinha pálpebras - Ela pode, portanto, ser considerada um emblema de vigilância. - Ela nunca inicia um ataque e nem quando se envolve, se rende: Ela é, portanto, um emblema de magnanimidade e verdadeira coragem. - Como se estivesse ansiosa para evitar todas as pretensões de discutir com ela, as armas com que a natureza a forneceu, ela esconde no céu da boca, de modo que, para aqueles que não estão familiarizados. com ela, ela parece ser um animal muito indefeso; e mesmo quando essas armas são mostradas e ampliadas para sua defesa, elas parecem fracas e desprezíveis; mas suas feridas, por menores que sejam, são decisivas e fatais: - Consciente disso, ela nunca fere até que tenha dado generosamente aviso, mesmo a seu inimigo, e o advertiu contra o perigo de pisar nela. - Eu estava errado.

O símbolo da cascavel foi adotado oficialmente pela primeira vez pelo Congresso Continental em 1778 quando aprovou o desenho do Selo Oficial do Ministério da Guerra (naquela época e por muitos anos depois disso, o Ministério da Guerra era um termo associado à sede do Exército). No centro da parte superior do selo é uma cascavel segurando uma bandeira que diz: "This We Defend". Segundo o Instituto de Heráldica do Exército dos EUA, "This This We Defend", em um pergaminho mantido pela cascavel, é um símbolo representado em algumas bandeiras coloniais americanas e significa a constante disposição do Exército para defender e preservar os Estados Unidos. Este projeto do Selo do Gabinete de Guerra foi levado adiante – com algumas pequenas modificações – para os projetos subsequentes do Selo do Departamento de Guerra,. Como tal, o símbolo da cascavel tem estado em uso oficial contínuo pelo Exército dos EUA por mais de 236 anos.

### Bandeira de Gadsden

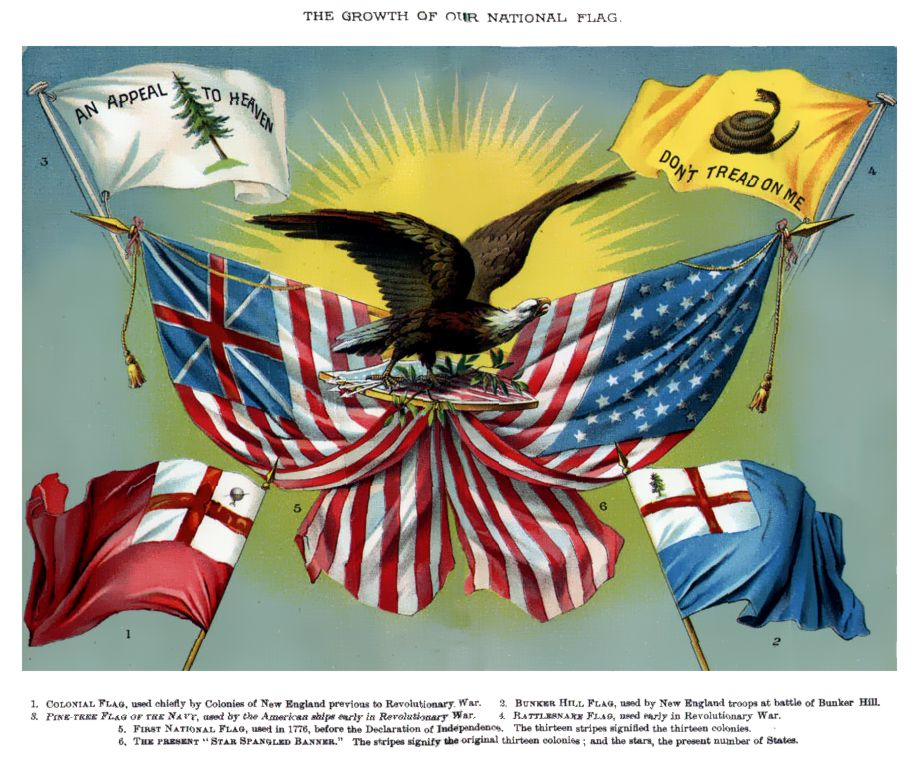
A bandeira de Gadsden em um livro didático de 1885

No outono de 1775, a Marinha Continental foi estabelecida pelo General George Washington em seu papel de Comandante em Chefe de todas as Forças Continentais, antes de Esek Hopkins ser nomeado Comodoro da Marinha. A Marinha começou com sete navios, muitas vezes chamados de "Washington Cruisers", que usavam a "Liberty Tree Flag", representando um pinheiro verde com o lema "Apelo ao Céu". Isso está de acordo com a carta de 20 de outubro de 1775 do assessor de Washington, coronel Joseph Reed, que está armazenada na Biblioteca do Congresso.
Esses primeiros navios foram usados para interceptar navios britânicos que levavam suprimentos de guerra para as tropas britânicas nas colônias, tanto para privar os britânicos dos suprimentos quanto para abastecer o Exército Continental. Um navio capturado pelo capitão John Manley tinha 30 mil pares de sapatos.No entanto, o agente almirantado exigiu seu 2 1⁄2 por cento da comissão antes que ele iria liberar a carga para o exército de Washington, tantos soldados marcharam com os pés descalços na neve. Para ajudar nisso, o Segundo Congresso Continental autorizou a reunião de cinco companhias de fuzileiros navais para acompanhar a Marinha em sua primeira missão. Os primeiros fuzileiros navais se alistaram na cidade de Filadélfia, e eles carregavam tambores pintados de amarelo, retratando uma cascavel enrolada com treze chocalhos, e o lema "Não pise em mim". Esta é a primeira menção registrada do simbolismo da futura bandeira de Gadsden.
No congresso, o coronel continental Christopher Gadsden representou seu estado natal, Carolina do Sul. Ele foi um dos sete membros do Comitê Marítimo que estavam equipando a primeira missão naval.:289
Antes da partida daquela primeira missão em dezembro de 1775, o recém-nomeado comandante em chefe da Marinha, Comodoro Esek Hopkins, recebeu a bandeira de cascavel amarela de Gadsden para servir como padrão pessoal distintivo de sua nau capitânia. Foi exibido no mastro principal.:289 Hopkins já havia liderado As Empresas Unidas do Trem de Artilharia da Cidade de Providence, antes de ser nomeado para liderar a Marinha. A bandeira de 1775 do trem de Artilharia de Providence apresentava uma cascavel de madeira enrolada e o lema "Não pise em mim" junto com uma âncora, canhões e o lema "Em Deus esperamos" em um fundo dourado. A bandeira apresentada a Hopkins como Comandante da Marinha Continental é uma versão simplificada desse design.
Gadsden também apresentou uma cópia desta bandeira ao Congresso da Carolina do Sul em Charleston, Carolina do Sul. Isso foi registrado nos jornais do congresso da Carolina do Sul em 9 de fevereiro de 1776.

### Variações na aparência
Existem muitas variações da bandeira de Gadsden:
- O lema, por vezes, inclui um apóstrofo na palavra "não" e às vezes não. As primeiras discussões escritas incluem uniformemente um apóstrofo; no entanto, já em 1917, um livro de referência de sinalizador inclui uma imagem de uma versão sem o apóstrofo.[27]:339
- O tipo de letra usado para o lema é, por vezes, uma fonte serifada e outras vezes sem serifa.
- A cascavel às vezes é mostrada como descansando em um chão verde, presumivelmente gramada, e às vezes não. A grama verde parece ser uma adição recente; representações que datam de 1885 e 1917 não exibem nada abaixo da cascavel.
- A cascavel geralmente está voltada para a esquerda, e as primeiras representações mencionadas acima estão voltadas para a esquerda. No entanto, algumas versões da bandeira mostram a cobra voltada para a direita.

## Outras bandeiras de cascavel

Bandeira do Culpeper Minutemen

Reverso da Bandeira do Alabama, de 1861.

A bandeira de Culpeper Minutemen tem uma cascavel enrolada e o mesmo lema que a bandeira de Gadsden. Tem um campo branco, em vez de amarelo, e o lema adicional "Liberty or Death" ("Liberdade ou morte") e o nome "The Culpeper Minute Men" ("Os Homens Minuciosos"). É a bandeira dos voluntários da Virgínia da área de Culpeper.
A bandeira do regimento de John Proctor do 1º batalhão Westmoreland County, Pensilvânia, teve uma cascavel enrolada mostrada em sua bandeira.
As Companhias Unidas do Trem de Artilharia da Cidade de Providence já usavam uma cascavel enrolada em um campo de ouro com o lema "Não pise em mim" em sua bandeira. Antes de Esek Hopkins ser nomeado o primeiro Comodoro da Marinha Americana pelo Congresso Continental, ele serviu como General de Brigada da Artilharia da Milícia de Rhode Island, e estaria familiarizado com o design da bandeira.
Todas as quatro "Bandeiras de Rattlesnake", de design americano, mostram uma cascavel enrolada. A única outra bandeira de cascavel, a First Navy Jack (Primeiro Jaque Naval), foi "desenhada pelo" artista inglês Thomas Hart Benton como arte de fundo.
A versão tradicional do Primeiro Jaque Naval tem uma cascavel desenrolada e o mesmo lema que a bandeira de Gadsden, em um campo de 13 listras vermelhas e brancas horizontais. Especialistas em bandeira ( vexilologistas ) especulam que o artista inglês Thomas Hart ou não sabia sobre a prática de cascavel em defesa, ou fez e pretendia insultar a inexperiente marinha americana como uma criatura fraca e vulnerável como uma cascavel quando não enrolada e pronta para atacar, deslizando no chão, tentando escapar, com seu lema "[Please] Don't Tread on Me!". No entanto, outros sugerem a cobra retratado na bandeira estava sendo provocada, e é impressionante. Daí o aviso: "Don't Tread on Me [or I will strike]". Ainda assim, o significado desta bandeira é debatido, semelhante ao uso de suásticas antes da Alemanha nazista.

## Na Historia

### Procissão do Sufrágio Feminino

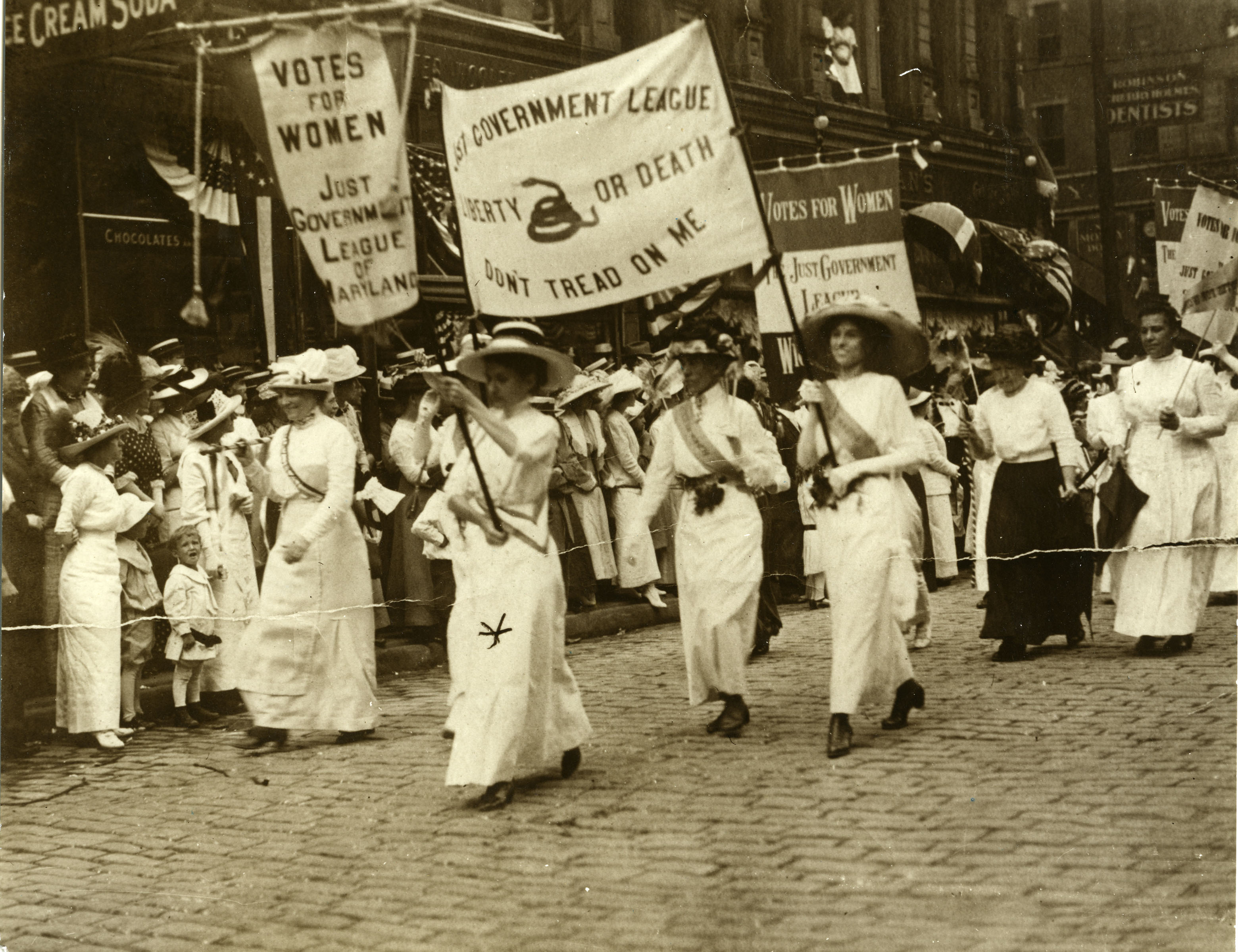
The Just Government League of Maryland marchando com uma variação da bandeira de Gadsden.

A Procissão do Sufrágio Feminino de 3 de março de 1913 foi um evento histórico realizado para reivindicar o direito ao voto das mulheres. Representantes de diferentes idades e classes sociais se juntaram na procissão que aconteceu em Washington D.C. e contou com a participação de cerca de 10.000 pessoas, a qual se uniram em um ato de protesto por direitos políticos. A procissão foi um marco na defesa dos direitos politicos e um dos momentos mais importantes do movimento de sufrágio feminino nos Estados Unidos, um dos principais grupos de destaque e o maior deles era o The Just Government League of Maryland da qual marchava com uma variação da bandeira de Gadsden, o movimento era destacado pela pressão realizada sobre os líderes políticos e o símbolo da coragem e determinação das mulheres em busca da liberdade.
Sobre cartazes e faixas com mensagens relacionadas ao sufrágio feminino, as participantes enfrentaram oposição, ameaças, violencia e prisões por parte do Estado,:174 incluindo a interferência de guardas nacionais de Massachusetts e Pensilvânia, a qual os estudantes do Maryland Agricultural College criaram uma barreira humana para proteger as mulheres da multidão e ajudá-las a avançar em direção ao seu destino.

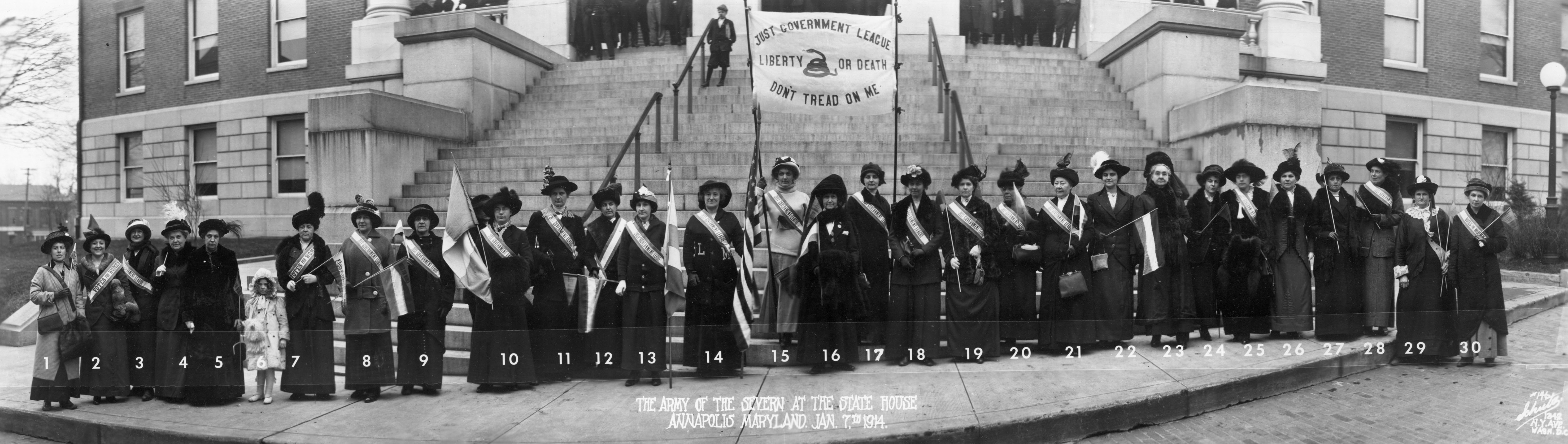
Fotografia panorâmica de algumas das principais membras da Just Government League (conhecido como Exercito Servern)

## Uso moderno

Primeiro Jaque Naval da Marinha Americana

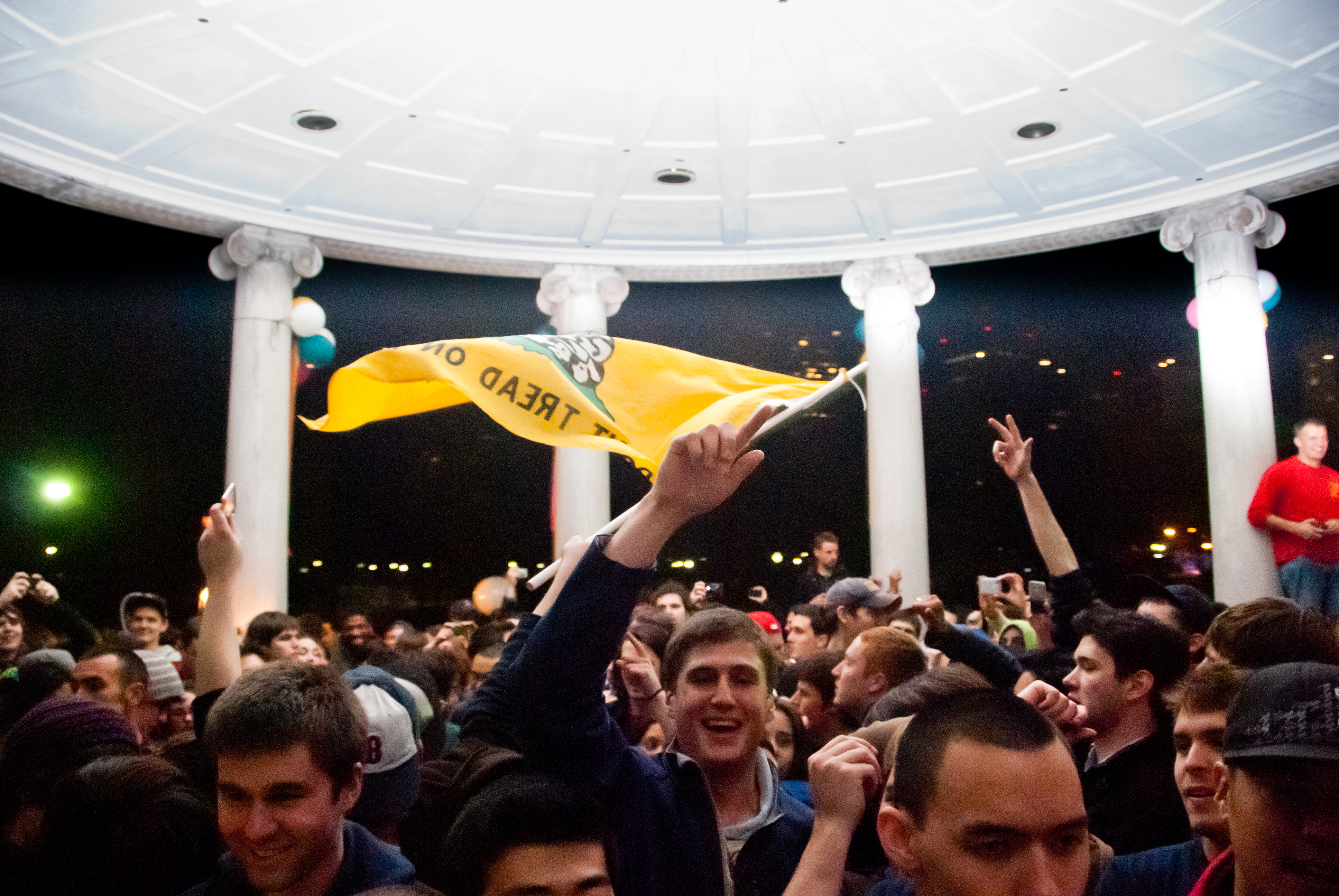
Comemorando com a bandeira de Gadsden, de manhã cedo, 2 de maio de 2011, horas após o anúncio da morte de Osama Bin Laden

Considerada uma das primeiras bandeiras dos Estados Unidos, a bandeira foi posteriormente substituída pela atual bandeira Stars and Stripes (ou Old Glory). Desde a Revolução, a bandeira viu os ressurgimentos como um símbolo do patriotismo americano, desacordo com o governo ou apoio às liberdades civis.
O Primeiro Jaque Naval, que não estava diretamente relacionada à Bandeira de Gadsden, está em uso pela Marinha dos Estados Unidos. Desde os seus primórdios. Ao contrário da Liberty Tree Flag com a carta do coronel Joseph Reed que a descreve, não há documento que descreva a bandeira Snake on Stripes, apenas uma imagem do artista inglês Thomas Hart no fundo de um retrato do Commodore Esek Hopkins. Na mesma pintura, há uma "bandeira de árvore" redonda. A bandeira triangular da Árvore da Liberdade é derivada da única bandeira de árvore sobrevivente da Revolução, encontrada em um tronco antigo em 1993 em Long Island, o 5º Regimento da Milícia de Connecticut. A bandeira Snake on Stripes foi incluída em um livro de bandeiras pelo Almirante Preble, mas depois Preble determinou que a bandeira não era válida, então ele a removeu de seu texto. No entanto, a editora de livros usava as antigas placas de cor, então a imagem continuou na nova edição e, posteriormente, foi adquirida por outras publicações e pela Webster's Dictionary.
Em preparação para o ano do bicentenário de 1976, funcionários do gabinete da Secretaria da Marinha procuraram uma imagem poderosa para o Bicentenário da Marinha. Um oficial da Marinha viu a bandeira Snake on Stripes no Webster's Dictionary, então os oficiais da equipe pediram um grande número para doar como itens promocionais da Marinha e depois se voltaram para o Centro Histórico Naval para "pegar a história". Eles foram informados de que a bandeira provavelmente nunca voou durante a Revolução, com base nas descobertas posteriores do Almirante Preble, mas uma decisão foi feita para usar a bandeira Snake on Stripes, ou a "Fake Snake Flag", de qualquer maneira. A partir de 1975, navios da Marinha encomendados usaram este Jack no lugar do Naval Jack (oficialmente conhecido como Union Jack, não confundir com a bandeira do Reino Unido) na proa. Em 1977, o Secretário da Marinha dos Estados Unidos determinou que o navio em estado ativo com o mais longo período total de serviço ativo exiba o Primeiro Macaco da Marinha até ser desativado ou transferido para serviço inativo, quando a bandeira será passada para o próximo navio de acordo com as honras apropriadas. A exibição deste macaco pelo navio mais antigo da frota é uma forma de reconhecimento para promover o orgulho do serviço, aumentar a moral e contribuir para a tradição do serviço naval. USS Enterprise (CVN 65) tornou-se o mais antigo navio ativo na Marinha dos Estados Unidos após o desmantelamento do USS Kitty Hawk (CV-63) em 12 de maio de 2009. Enterprise é apenas o terceiro porta-aviões a ter a honra de tremular a First Navy Jack.
Desde o primeiro Dia do Patriota em 11 de setembro de 2002, que comemora as vidas perdidas nos ataques de 11 de setembro, a cascavel da bandeira também é mostrado no Distintivo de Identificação do Sargento de Perfuração do Exército dos EUA. Depois que a bandeira Snake on Stripes se tornou o símbolo da Marinha para a Guerra Global contra o Terrorismo, profissionais da história da bandeira (vexilólogos) fizeram extensos trabalhos de pesquisa que questionam ainda mais a alegação de que a bandeira já voou durante a Revolução Americana, mas continua a tremular na proa de navios de guerra americanos hoje.
Por razões históricas, a bandeira de Gadsden ainda é popularmente usada em Charleston, Carolina do Sul, a cidade onde Christopher Gadsden apresentou pela primeira vez a bandeira e onde era comumente usada durante a revolução, juntamente com a bandeira azul e branca da pré-Guerra Civil da Carolina do Sul.

### Placas de licença

Mapa de estados (em amarelo) que oferecem a Bandeira de Gadsden especialmente em placas de licença

A bandeira de Gadsden tornou-se uma placa de licença popular entre vários dos estados americanos.
A partir de 2022, os seguintes estados oferecem a opção de obter uma placa especial de bandeira de Gadsden: Alabama, Arizona, Flórida, Kansas, Maryland, Missouri, Montana, Oklahoma, Carolina do Sul, Tennessee, Texas e Virgínia.

### Símbolo do movimento Tea Party

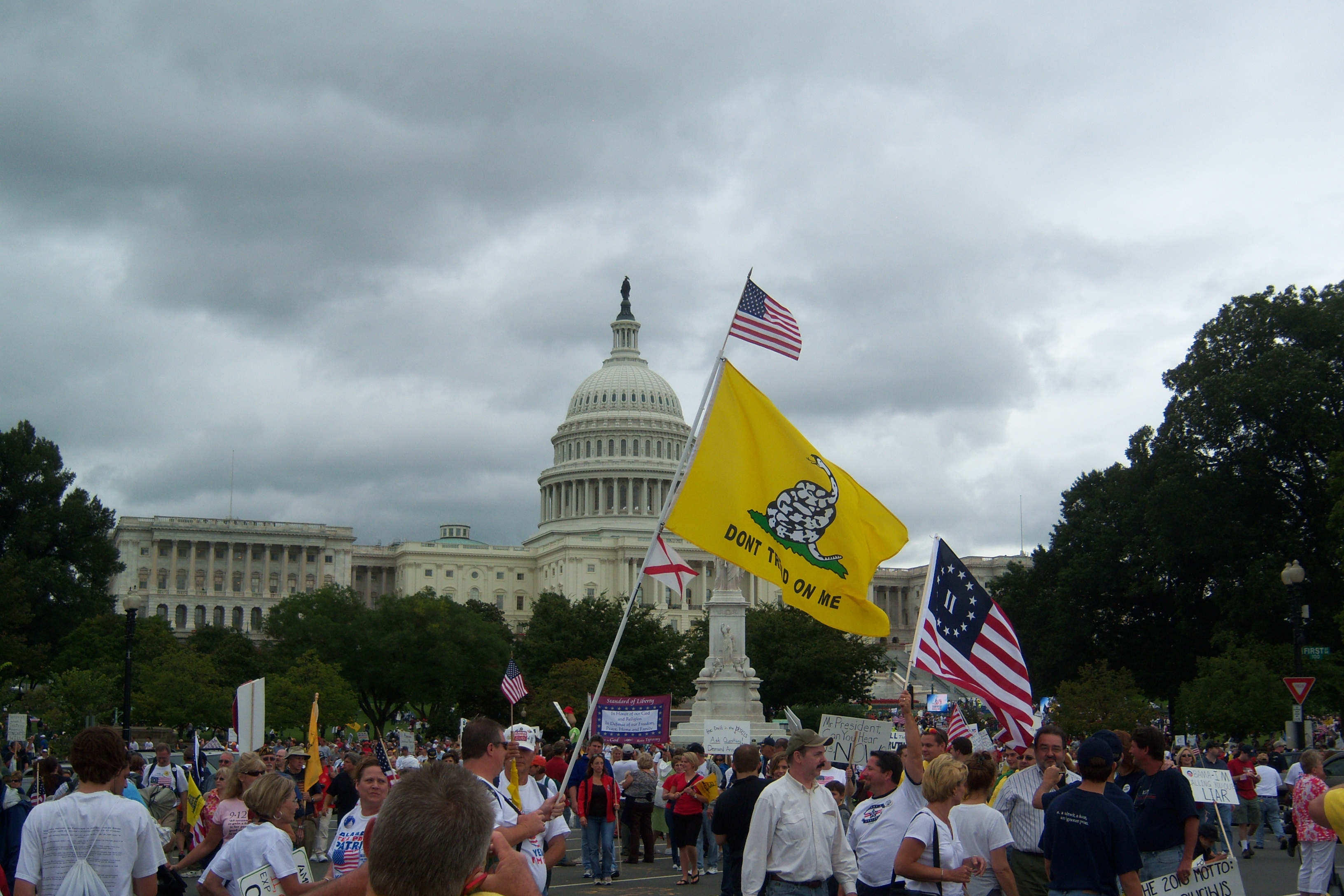
A bandeira em uma manifestação do Movimento Tea Party em setembro de 2009

Começando em 2009 nos comícios do Tea Party, a bandeira de Gadsden foi adotada como um símbolo do Movimento Tea Party. Ele também foi exibido por membros do Congresso em comícios do movimento Tea Party. Alguns legisladores chamaram de "símbolo político" por causa dessa associação.
Em março de 2013, um residente de New Rochelle, Nova York, colocou uma bandeira de Gadsden no prédio de armas da cidade. A cidade ordenou a sua remoção, temendo que a bandeira fosse vista como política. No mês seguinte, um grupo de veteranos, o United Veterans Memorial & Patriotic Association, entrou com uma ação contra a cidade.

## Na cultura popular

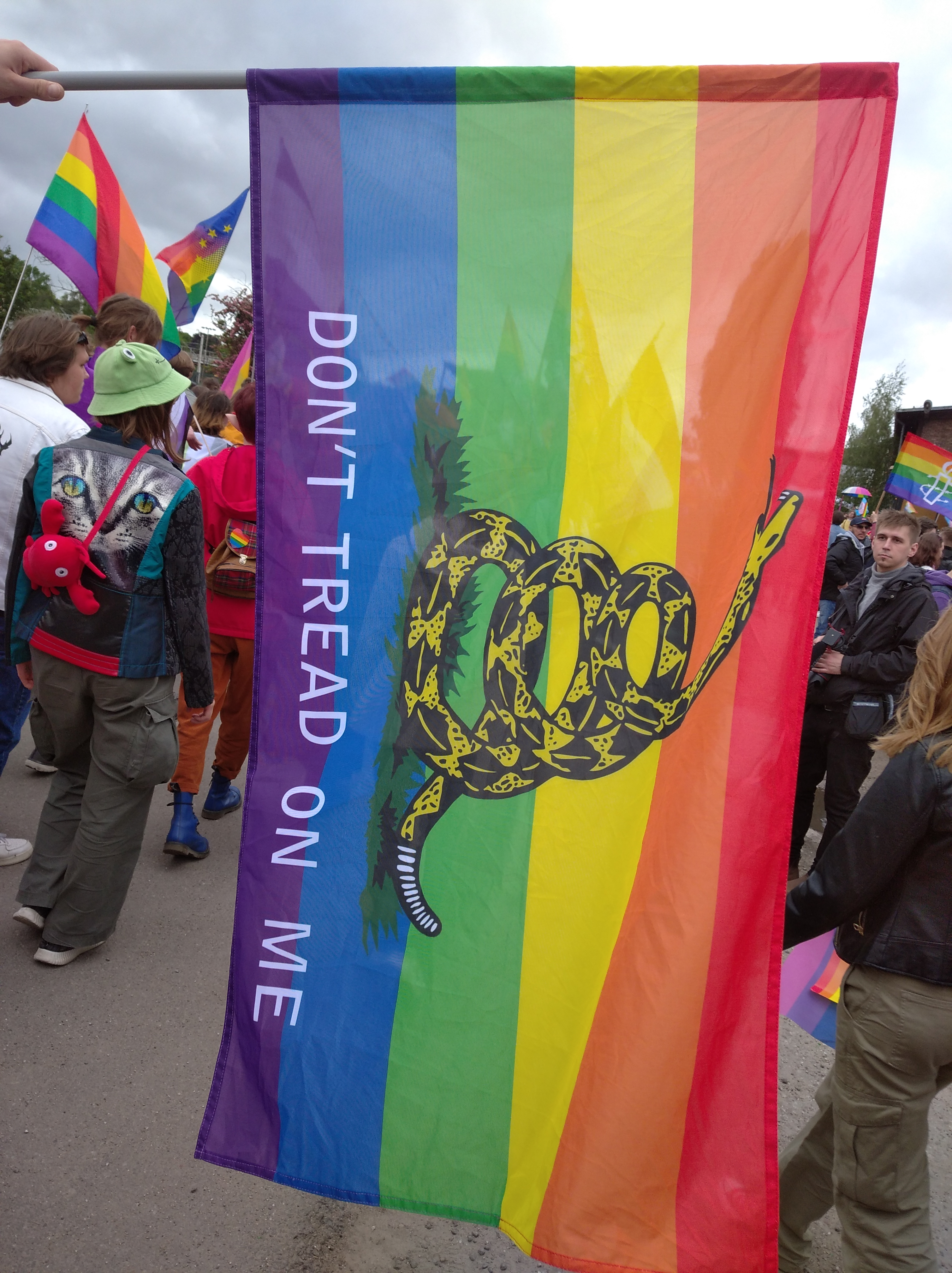
Bandeira do arco-íris de gadsden

A empresa de roupas esportivas Nike usa a imagem de uma cascavel enrolada em torno de uma bola de futebol para uma campanha contínua e patriótica "Não pise em mim" em apoio à Seleção de Futebol dos Estados Unidos. A frase se tornou um grito de guerra para os fãs de futebol americano e a bandeira de Gadsden pode ocasionalmente ser vista em jogos da seleção. Uma representação da cascavel está contida no interior de seus uniformes, sobre o coração, com as iniciais "DTOM", que foram usadas na Copa do Mundo de 2010.
No videogame de Hideo Kojima, Metal Gear Solid 2: Sons of Liberty, uma variação da bandeira pode ser vista em uma das pontes de conexão da instalação "Big Shell", em uma referência tanto ao significado original quanto ao uso da bandeira.
No drama apocalíptico de 2006 da CBS, Jericho, a bandeira faz várias aparições, mais notavelmente no final da série, quando o prefeito de Jericho derruba a bandeira dos "Estados Unidos da América", que estava voando na prefeitura após um golpe federal. Ele substitui a bandeira vermelha, branca e azul do governo central por uma bandeira de Gadsden, que o prefeito anterior mantinha emoldurado em seu escritório. A cena retrata um caráter outrora colaboracionista como, finalmente, ter chamado a coragem de estar em desafio aberto contra um governo supremo.
A banda americana de heavy metal Metallica gravou uma música chamada "Don't Tread on Me" em seu álbum homônimo Metallica, lançado em 1991. A capa do álbum apresenta uma imagem cinza escura de uma cascavel como a encontrada na bandeira de Gadsden. As letras da música se referem a frases políticas da Guerra Revolucionária Americana.
Além disso, na série de sucesso The West Wing, o escritório de Sam Seaborn exibe a bandeira pendurada acima de seu gabinete.
Carl Edwards, piloto da NASCAR, exibiu a bandeira de Gadsden ao lado de sua assinatura fac-símile em seu carro de corrida.
Na WWE, a tag team Real Americans, composta por Jack Swagger, Cesaro e o empresário Zeb Colter, usou a bandeira de Gadsden e o preâmbulo "We the People".
No romance Alongside Night, de 1979, uma organização chamada Revitornic Agorist Cadre, em busca de uma Segunda Revolução Americana, recebe os visitantes em um dos seus subterrâneos: "A única decoração do quarto era uma bandeira de Gadsden modificada na parede adjacente ao bar e áreas médicas (em frente à porta), um campo dourado com 'LAISSEZ-FAIRE!' no canto superior esquerdo, uma cascavel enrolada virada para a esquerda com a língua para fora, e no canto inferior direito, 'NÃO PISE EM MIM!'". A bandeira de Gadsden sem a adição de "LAISSEZ-FAIRE!" é transportado para a adaptação cinematográfica de 2014 Alongside Night, na qual a bandeira de Gadsden é usada pelo Revolucionário Agorista Cadre, bem como a tradicional bandeira negra anarquista.
Um verso da música Uncle John's Band do Grateful Dead, de 1970, contém as palavras "Sua parede é construída de balas de canhão, seu lema é 'Não pise em mim'".